# لئوناردو اسباراگلیا
لئوناردو اسباراگلیا (به اسپانیایی: Leonardo Sbaraglia) (زاده ۳۰ ژوئن ۱۹۷۰) بازیگر آرژانتینی است.
از فیلم‌های معروف او می‌توان به بازی در فیلم برف سیاه، سانتوس، آرمان‌شهر، چراغ‌های قرمز ، قصه‌های وحشیانه، یک تپانچه در هر دست و درد و شکوه اشاره کرد.